# Llyn Llywenan
Llyn Llywenan es un lago en el oeste de Anglesey, Gales encuentra a tan sólo 1 km al norte de la aldea de Bodedern y 9 km al este de la ciudad de Holyhead. Con una longitud máxima de 1,1 km tiene una superficie de sólo 0,4 kilómetros cuadrados (0,2 millas cuadradas). Esto hace que sea el mayor lago natural de la isla, tanto Llyn Alaw y Llyn Cefni son más grandes, pero están hechas por el hombre.
El lago, es un sitio de especial interés científico, está situado 34 metros (112 pies) sobre el nivel medio del mar y fue elegido como SSSI, ya que hay plantas acuáticas raras allí.
- Datos: Q3405702
- Multimedia: Llyn Llywenan / Q3405702